# Refugi Enric Pujol
El Refugi Enric Pujol, o Mont-roig "Enric Pujol" és un refugi de muntanya del terme municipal de Lladorre, a la comarca del Pallars Sobirà.
És a 2.288,7 m d'altitud, en el vessant sud-oest del Serrat de la Gallina, a prop de l'extrem sud-est de l'Estany Inferior de la Gallina.